# هری وو
هری وو (چینی: 吴弘达؛ ۸ فوریهٔ ۱۹۳۷ – ۲۶ آوریل ۲۰۱۶) فعال حقوق بشر چینی بود که به مدت ۱۹ سال در اردوگاه‌های کار چین زندانی بود. وی که شهروند ایالت متحده آمریکا نیز بود، جوایزی همچون جایزه مارتین انالز را به دست آورده بود.